# Artūrs Brūniņš
Artūrs Brūniņš, né le 13 juillet 1982, à Gulbene, en République socialiste soviétique de Lettonie, est un joueur letton de basket-ball. Il évolue au poste d'ailier.

## Palmarès
- EuroCoupe 2008